# 圓頭平鯛
圓頭平鯛為輻鰭魚綱鱸形目鱸亞目鯛科的其中一種，分布於東南大西洋區，從納米比亞至南非納塔爾海域，棲息深度可達100公尺，體長可達65公分，棲息在沙底質海域，屬肉食性，以蠕蟲、甲殼類、軟體動物等為食，繁殖期在春季及夏季，可做為食用魚及遊釣魚。